# ハイヒール (お笑いコンビ)
ハイヒールは、吉本興業所属の女性お笑いコンビ。1982年11月結成。NSC大阪校1期生。
主に関西を中心に活動し、2022年に結成40周年を迎えた。共に大阪府出身。

## メンバー
モモコ（本名：小林 聡〈こばやし さとり〉1964年2月21日 - ）（61歳）
ツッコミ(現在)担当※過去はボケ担当。立ち位置は向かって右。
旧姓：松井。大阪府大阪市阿倍野区出身、大阪市立第二工芸高等学校中退。
身長158cm、血液型O型。兄がいる。1993年結婚、3児の母である。

リンゴ（本名：美村 美紀〈みむら みき〉1961年8月9日 - ）（63歳）
ボケ(現在)担当、過去はツッコミ担当。立ち位置は向かって左。
旧姓：西村。大阪府枚方市出身、大阪府立寝屋川高校を経て京都産業大学経営学部卒業。大阪学院大学名誉博士号（経済学）を有する。
身長159cm、血液型A型。3人姉妹の次女（姉1人、妹1人）。

## 人物・エピソード

### コンビ共通
- 1983年6月、なんば花月下席の『フレッシュコーナー』で初舞台を踏む。
- デビュー当時、吉本が付けた売り込みのキャッチは「女子大生と元スケバン」だった。その後このキャッチは漫才のネタに使用された。
- 全盛期のネタの内容はモモコのヤンキーネタや、世相風刺が多かった[4]。のちにモモコが子育てをするようになってからは、家庭ネタが増えていった。
- ハイヒールを取材した連続ドラマ『ふたりぼっち 女と女』（1986年、NHKドラマ人間模様、主演：秋野暢子・遥くらら）があり、向田邦子賞にノミネートされる。
- コンビ名は「女の子がぺたんこな靴から替えて一番最初に履きたいと思うのがハイヒール」「両方あって初めて靴として成立する。片一方だけではダメ」との理由で決めたとリンゴは話しているが、実際はモモコが所属していた暴走族 『レディースレーシング・ハイヒール』が由来[5]。
- 漫才の終わりには両手を指ぱっちんのように突き出し、片足を上げて「どうもありがと!」と締める。
- 関西ローカル情報番組『あさパラ!』（読売テレビ）の企画で、結成30周年記念としてコンビで南極旅行を体験する。その際には南極大陸上で漫才を敢行、「世界最南端での漫才」という記録を打ち立てている[6]。
- 同期のダウンタウンとは仲が良く、現在でもダウンタウンが唯一対等に接する女性芸人である。特に2024年に松本が不祥事を起こした際にはリンゴは何があったのかを真剣に知りたがり、モモコは浜田から聞こうとしたが答えてもらえなかったものの「それがいいかもしれない」と案じる形で気にかけていた[7]。
  - NSC入学当時は皆が自分が一番面白いと思っていたが、ダウンタウンのネタを見て自分たちを含めて全員が「2番目でいいや」と思ったという。
  - 若手時代は、ハイヒールとダウンタウンだけで海へ遊びに行ったりドライブをしたりとグループ交際のようなことをしていたが、互いに親友という思いの方が強く恋愛までには発展しなかった。ある年4人でクリスマスパーティを開く運びになった際、ダウンタウンはリンゴとモモコに「行けなくなった」と嘘の電話をかけ、ちょうど風呂上がりだった2人の全裸姿をドアのポストから覗いていた[4]。
- 若手の頃は明石家さんまの野球チームにマネージャーとして参加し、毎回手作りのおにぎりを差し入れてその度に2,000円を貰っていた[8]。
- 子供に恵まれなかったリンゴは、モモコの子供を自分の子供のように可愛がっている。モモコの子供たちが大学に進学する際は、モモコ夫婦が2人とも大学のシステムが分からずリンゴが代わりにアドバイスした。長男が大学入学翌日に高熱を出して大学を休む際、モモコが「まだ学校の電話番号も知らない。担任の先生も分からない。どうやって休む連絡をしたらいいか分からない。お母さんこれから仕事なのにどうしよう」と慌てていた最中、リンゴに「あんたな、大学は休む連絡せんでええのよ。大学によって違うけど、担任の先生もおらんねん」と言われて驚いたという。

### モモコ
- 芸名の由来は映画『ハイティーン・ブギ』のヒロイン・宮下桃子から[9]。
- 生家は電器店[10]。2歳時に両親が離婚、父の元で育つ。小学2年時に父が再婚して家政婦が辞めた後、自分たちのことは全て自分でやらされ、継母は何もしてくれず厳しい生活になったという[10]。中学2年時に、別れた実母が「引き取りたい」と手を差し伸べ、モモコ自身も実母の元へ行きたいと思っていたため渡りに船の申し出として実母の元に移った[10]。
- 素人時代、当時の友人とコンビを組んで『笑ってる場合ですよ!』（フジテレビ）の「お笑い君こそスターだ!」へ出演。しかしその動機は当時流行だった竹の子族の東京限定で販売されていたデザインの衣装が欲しく、同番組に出演すればタダで東京に行けて目的の衣装を手に入れられると思ったためで、決して芸人を目指していた訳ではなかった[11]。その番組を見ていた吉本の関係者に誘われてNSCへ途中入学するも程なくしてコンビを組んでいた友人が辞めたことで、当時DJタレントを目指して同校に在籍していたリンゴを紹介され、現在のコンビを結成。
- 1984年当時、モモコのみ『エンドレスナイト』（関西テレビ）のエンドレスギャルズ1期生として出演していた（当時はコンビ芸人がピンで仕事をするのは珍しかった）[4]。同期にファッションモデルの前田典子がいた。
- 20代の頃はC-C-Bのファンで、ファンクラブにも入っていた。当時パーソナリティを務めていたラジオ番組『OBCブンブンリクエスト』（ラジオ大阪）では、C-C-Bの曲をよくかけていた[12]。
- モモコのすっぴんを目撃した芸人仲間の間では、坂田利夫に似ているとして知られている[13]。『探偵!ナイトスクープ』（朝日放送）でもそれを検証してほしいという依頼が来たが、モモコが化粧を落とすのを断固拒否したため逆に「坂田さんが化粧をしたらモモコさんにソックリ?」という依頼が採用され、実際に坂田へ女装させて並ばせるという検証が行われた。依頼を受けた探偵で同期のトミーズ雅（トミーズ）は「ほとんど同じ顔」と結論づけた[14]。土山しげるの漫画『喰いしん坊!』でも、モモコと坂田をモデルとしたキャラクターが親子という設定で登場している。
- 目と目の間隔が広く（顔の中心から離れている）、一般人より視野が大きい。大阪の街中で自転車に乗ったおじさんに「目離れ!」と吐き捨てられた挙句去っていかれたことが多々ある[15]。
- 1992年、一般男性と結婚。関西テレビで放送されたやしきたかじんの番組で結婚相手を募集したのがきっかけ。
- 2男1女の母親。1995年に長男、1999年に次男、2002年に長女をそれぞれ出産[16]。子供が幼かった頃は、関西ローカルのテレビ特番でモモコ一家の家族旅行の模様が放送されたこともあった。2019年時点では3人の子供たちも長男は会社員（東京勤務）、次男は大学生となって共に実家を離れ、唯一高校生の長女とのみ同居している[10]。かつては次男の通う学校で、芸能活動に支障のない範囲でPTA活動も行なっていた。そんな家族については、子供とは血は繋がっているが夫はあくまで他人だという割り切りもあって『劇団・家族風味』と称している。長男はかつて夫の経営する飲食店でアルバイトをしていたことがある[17]。次男はハワイで生まれたため日本と米国の二重国籍を保有していたこともあって、子供たちが幼かった頃の家族旅行ではハワイなど米国での入国審査において長蛇の列をなす他の日本人観光客らを横目に、家族ともども別レーンで短時間のうちに済ませられた。長女は『水野真紀の魔法のレストランR』（毎日放送）に一時期レギュラー出演していた小林さとね。
- 『たかじんnoばぁ〜』（読売テレビ）に出演した際、たかじんから「母乳飲ませてくれたら1万円やるわ」と言われて本当にシャーレへ搾ってきて、出演者に味見させた。そしてカメラの前でたかじんの財布から約束通り1万円を受け取った[18]。
- シャネルが大好きで大量に集めており、東京の番組に出るのは「シャネルを買うため」と豪語している。かねてから「女の子が産まれたらシャネルという名前にしたい」と語っており、実際に娘が生まれ「シャネル」と名付けようとしたものの夫や息子たちから大反対されて自身の名前の「さとり」から引用し「紗音琉」で「さとね」（漢字は「シャネル」とも読める）とした[19]。そのため、有吉弘行から付けられたあだ名は「シャネル潰し」[20]。
- 2015年3月12日放送『ビーバップ!ハイヒール』（朝日放送テレビ）にて、作家・作詞家の山口洋子が叔母（実父の妹）であることを明かした。養父は関西を拠点に活躍した伴奏者・プロアコーディオン奏者の松井洋々[21]。
- 『上方放送お笑い史』（読売新聞大阪本社文化部）のインタビューの中で「最近は色々な仕事をやらせてもらっていますが私らの本来の仕事は漫才なんです。これからもずっと」と漫才への拘りを見せていたが[22]、その数年後から漫才師としては一線を退いている。
- 自身の経歴への反省からか教育に関しては強硬な管理教育を主張しており、インタビューで「子供は成人まで門限も厳しくし管理すべき」などと語ったことがある[23]。
- プロ野球はオリックス・バファローズのファンで、近鉄との合併前は大阪近鉄バファローズのファンであった[24]。また、1988年まではリンゴと共に「阪急ブレーブス好きやねん会」のメンバーでもあった。
- リンゴと共に司会を務める『あさパラS』（読売テレビ）で吉村洋文大阪府知事による、高齢者の外出自粛の呼びかけに「男前が言うてますから聞いたって下さい」と口添え（2022年7月30日）。

### リンゴ
- ハイヒール結成以前、NSC1期生在学中に短期間であるが「金井・西村」というコンビを組んでいた。
- 十代の頃からラジオが好きで、ラジオのパーソナリティの仕事がしたくて芸能界に入った。どんなに早口でも噛むことがなく、またデビューしてから今までラジオの仕事が途絶えたことがない[4]。
- 1995年結婚。夫の美村篤洋はリンゴより14歳年上のラジオ大阪のプロデューサー（当時）で、後に広告代理店を経営。リンゴは初婚だが、夫は再婚である。夫は2022年6月13日に逝去、2人の間に子供はいない。ただしメディアにて話す機会はないものの、夫に長男がいるという記事があったため連れ子はいた模様[25]。
- いわゆる「仕切り」には定評があり、「名仕切り」とも言われる[26]。
- 吉本の女性芸人の中でも随一のプロレス・格闘技オタク[27]。
- 芸名の由来は太刀掛秀子による漫画の主人公の名前「リンゴ」から。
- 中川家が唯一一緒にやるものまねのレパートリーがリンゴ。3人で披露したこともある。
- 2015年、大阪学院大学の名誉博士を授与される。國定浩一の下で聴講生として金融論を学び、知識を元に経済学を分かり易く解説した活動が評価されたもの[28]。
- 2010年代以降、コメンテーターとして東京キー局での番組出演も増えている。
- 2022年8月の放送で、2カ月間の休暇明けに久しぶりの番組出演を果たした。

## 受賞歴
- 1984年 第5回ABC漫才・落語新人コンクール 漫才の部 審査員奨励賞
- 1984年 第1回花月大賞 花月新人賞
- 1985年 第13回日本放送演芸大賞 ホープ賞
- 1985年 第15回NHK上方漫才コンテスト 優秀賞
- 1985年 第20回上方漫才大賞 新人奨励賞
- 1986年 向田邦子賞ノミネート 『ふたりぼっち 女と女』
- 1986年 第6回花王名人大賞 新人賞
- 1987年 第7回花王名人大賞 新人賞
- 1994年 第23回上方お笑い大賞 金賞
- 1995年 第30回上方漫才大賞 大賞
- 1997年 NAIL FESTIVAL 1997 ネイルクィーン（モモコ）
- 1998年 第27回上方お笑い大賞 大賞

## 出演

### テレビ番組
現在
- 真夜中市場〜ハイヒールの眠れない夜〜（関西テレビ）- ※通販番組

過去
- モーレツ!!しごき教室（毎日放送）
- やったねミセス!（関西テレビ）
- ヤングプラザ（朝日放送）
- お笑いスター誕生!!（日本テレビ）
- ABOBAゲーム（朝日放送）
- 4時ですよーだ（毎日放送）
- 夕方チャンス!（毎日放送）
- バラエティーざっくばらん（1994年4月 - 1996年3月、NHK総合テレビ）
- はーい!昼ナマ（毎日放送）
- ナイトinナイト 木曜『ビーバップ!ハイヒール』（朝日放送）
- 金曜バラエティー（2005年10月 - 2008年3月、NHK総合テレビ）※東京からの全国放送
- 水野真紀の魔法のレストランR（毎日放送）※モモコの長女・小林さとねは2012年10月から2014年9月までレギュラー、モモコとリンゴは準レギュラー
- ちちんぷいぷい（毎日放送）- 2014年3月までコンビで金曜日に登場していた。
- あさパラ!→あさパラS（読売テレビ）

### ラジオ番組
- 日新です まいどおおきに（ラジオ関西）
- リンゴ・モモコのハイ!ひるごはん（ABCラジオ）
- ハイヒールの金曜は生で!（MBSラジオ）
  - ピカピカハイヒール
  - ますます!ハイヒール
- おっと!モモンガ（ラジオ大阪）

### CM
- 夕月かまぼこ（パブスティック、デジロボプレゼント告知）（1985年）
- プライダルアート（1986年）
- 給湯キャンペーン（1987年）
- カルピス食品工業（1987年 - 1988年）
- 本田技研工業（1987年 - 1988年）
- 焼き肉のタレ エバラ食品工業（1987年 - 1989年）
- 北海道ツアー お笑いスキー吉本ツアーズ（1987年）
- 白熊ツアー（1988年）
- セクト3 堺店（1988年）
- エルグ（1992年）
- 関西電力（1992年）
- 米ぬか美人 西宮酒造（1993年 - 1995年）
- 大阪市 ポイ捨て防止キャンペーン（1994年）
- アトラス（1996年 - 2002年）
- 大阪市住宅共給公社（1997年）
- 大阪市内局番4桁化広報 NTT（1997年 - 1999年）
- 月桂冠「日本酒の常識とウソ」（1997年 - 1999年）
- カップスター サンヨー食品販売（1998年）
- 株式会社 山食（2005年）
- とろける豆腐 山食（2006年）
- 近鉄 近鉄友の会 会員募集キャンペーン（2006年）
- ルーディア
- プレスタ杭全 大阪市住宅共給公社
- 千剖

### 映画
- 大阪パチンコ物語 浪花の勝負師（1992年）

### その他
- 部長刑事 第1362話「ヤング特集・新人漫才師が殺した!?」（1984年、朝日放送）
- ふたりぼっち 女と女（1986年、NHKドラマ人間模様）ハイヒールを取材したドラマ
- 知的財産権って何やの（特許庁の教材ビデオ）

## 歌
- オヤジギャルと呼ばないで（1990年）

## 著書

### 単行本
- ヤン暦（2024年、主婦の友社）ハイヒール・モモコ[29]